# Pilbåge

Pilbåge, c:a från 1750 till 1800 - Livrustkammaren.

Pilbåge, indelat i handbåge och låsbåge (se armborst), är ett skjutvapen som i sin grund utgörs av ett avlångt stycke elastiskt material som böjts till en båge genom en i var bågarms ände vidfäst sträng med kortare längd än bågens egentliga längd. Denna sträng används för att knocka (greppa) bakdelen av en pilprojektil och genom tillbakadragning från bågens center kan denna skjutas i motsatt riktning när strängen släpps genom bågarmarnas motelastiska kraft.
De första pilbågarna kan enligt arkeologiska fynd möjligen ha brukats sedan omkring 60 000 f.Kr. De flesta dateringar är dock mer försiktiga och placerar pilbågens introduktion till senpaleolitisk eller mesolitisk tid. Pilbågen har spelat en stor roll när det gäller jakt och krig. Med några få undantag har pilbågen under en period varit ett viktigt vapen för alla jordens folk. Idag används pilbågar inom sport, jakt och rekreation.

## Traditionella bågtyper
Långbågen är traditionellt en 180–200 cm lång båge i ett enda stycke trä (selfbow). Bågens lemmar har ett cirkulärt eller D-format tvärsnitt, där buken är rundad. Man har nästan uteslutande använt idegran för denna typ av båge i Europa, men bågtypen är även känd från andra håll och man har där använt lokalt förekommande träslag. Under första halvan och mitten av 1900-talet började man använda vissa exotiska träslag vid tillverkningen, framför allt lemonwood från Mellanamerika. Från andra halvan av 1900-talet började man använda moderna material som glasfiber i tillverkningen och man började även laminera långbågar med flera olika träslag på samma sätt som med andra moderna bågar. Bilden visar en modern laminerad långbåge av bland annat lemonwood och hickory. Just denna båge har en styrka på 45 pund vid 28 tums draglängd.
Flatbågen är en pilbåge vars lemmar är breda med ett rektangulärt tvärsnitt. Bågtypen möjliggör användande av en mängd olika träslag och från Europa finns arkeologiska fynd av bågar tillverkade av alm, ask, idegran, gran med flera träslag. I Nordamerika var detta den vanligaste bågtypen och ett av de högst skattade träslagen där var osage orange, Maclura pomifera. Variationen i utformning är stor över hela världen, delvis på grund av olika tekniska egenskaper hos de olika träslagen. De allra äldsta bevarade bågarna i Europa är av detta slag, tillverkade av furu eller alm.
Den sammansatta bågen är gjord i minst tre olika material där man runt en kärna av trä eller bambu lagt på ett lager av djursenor på ryggsidan och ett skikt horn eller ben på buksidan. Olika varianter på detta koncept har använts i stora delar av Asien och Östeuropa. De gjordes oftast relativt korta för att kunna brukas effektivt från en hästrygg och kallas ibland som med en samlande beteckning för ryttarbågar. Kombinationen av horn och senor ger en extrem styrka och flexibilitet. Bågens lemmar är kraftigt krökta, vilket gör att den kan vara kortare än en långbåge och ändå utveckla en avsevärd kraft.
Andra typer av sammansatta bågar utvecklades under andra förutsättningar och användes bland annat av inuiter i norra Nordamerika där tillgången till bra bågträ är begränsad.
Den japanska bågen är asymmetrisk och har en övre lem som är längre än den nedre och kallas yumi. Bågskytte med denna typ av båge kallas kyudo.

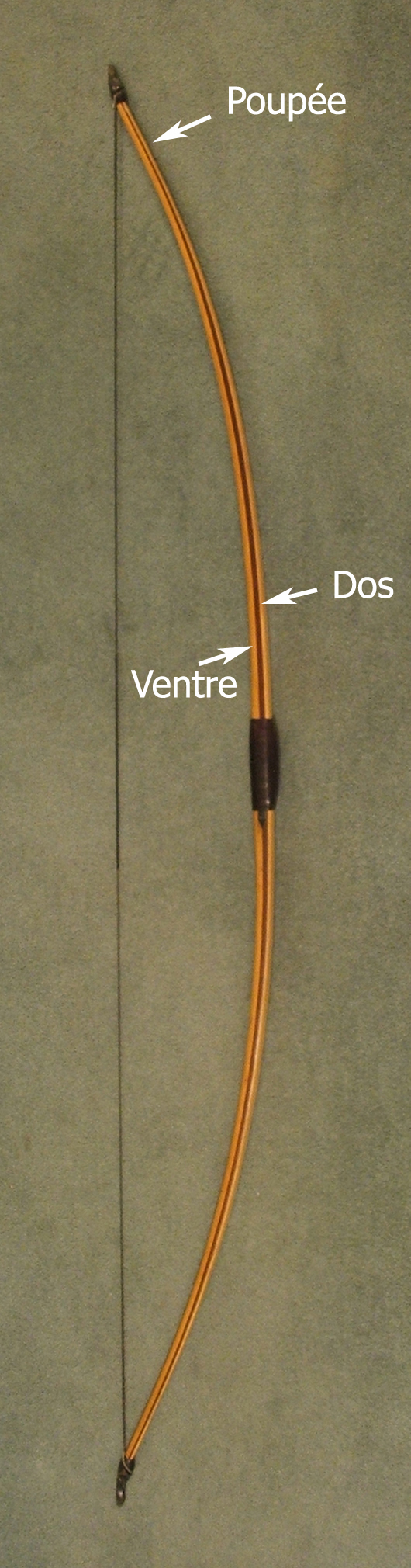
Långbåge
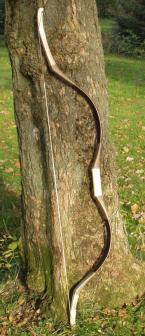
Sammansatt båge
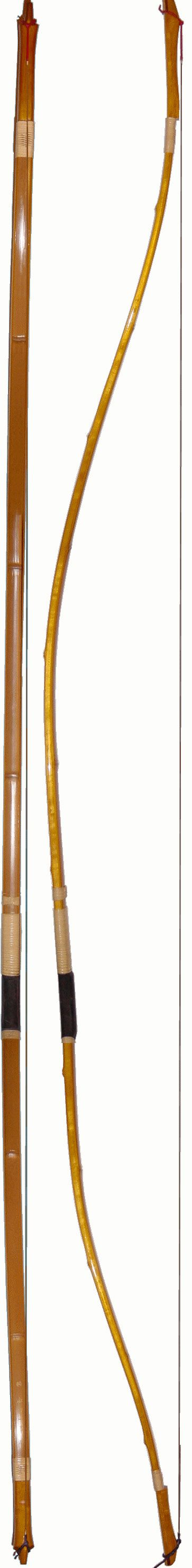
Yumi, japansk båge

## Traditionellt bågskytte under utveckling
Idag växer intresset för att bygga och skjuta bågar byggda helt i trä eller av andra naturmaterial, så kallade primitiva bågar.
En bra träbåge kan byggas av i stort sett vilket träslag som helst. Synen på vilka träslag som kan användas för bågtillverkning har utvecklats och under senare år har entusiaster i framförallt USA och Europa visat att väldigt många träslag ger utmärkta pilbågar. Många tillverkar sina egna bågar men det finns också professionella hantverkare som tillverkar och säljer en stor mängd olika typer av bågar internationellt.

## Moderna pilbågar
Den moderna Recurvebågen är en modern form av den sammansatta bågen. Den tillverkas i regel av laminerat trä och glasfiber. På bågen kan stabilisatorer, sikten och andra hjälpmedel monteras. Recurvebågen är den vanligaste för tävlingsskytte, och används vid olympiskt bågskytte.
Compoundbågen är en båge med mekanisk utväxling i form av block och talja. I ytterkanten av lemmarna sitter asymmetriska kam-hjul, på ena sidan förbundna med varandra med en kabel, som på andra sidan bildar bågsträngen som skjuter iväg pilen. Genom att kamhjulen vrids till en större radie när bågen spänns ökas utväxlingen ytterligare. På bågen kan man montera ett sikte (tävlar man med en compoundbåge kan man använda ett scope-sikte som förstorar målet), stabilisatorer och andra hjälpmedel. På compoundbågen är kraften stor i början men mindre när man dragit strängen bakåt, vilket ger pilen större kraft när pilen lämnar bågen men gör det enklare att hålla bågen stilla när strängen är dragen. Compoundbågens pilar kan ha en utgångshastighet på upp till 100 m/s. Compoundbågar används för tävlingsskytte och jakt.
Långbågen används även den idag i moderna versioner för bland annat tävling. Ofta, men inte alltid, är dessa tillverkade av laminerat trä i kombination med glasfiber.

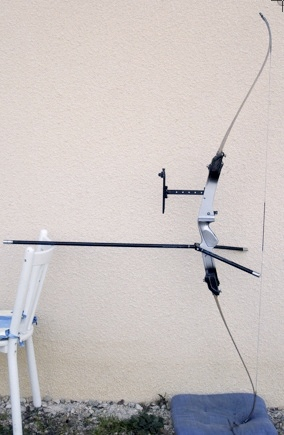
Recurvebåge med hjälpmedel
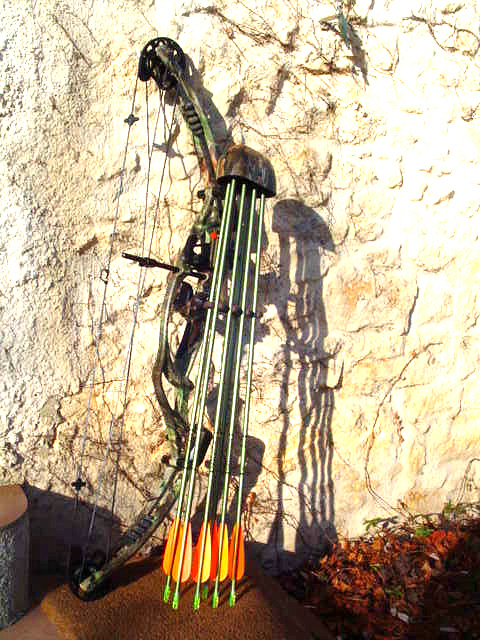
Compoundbåge med pilar

## Historik

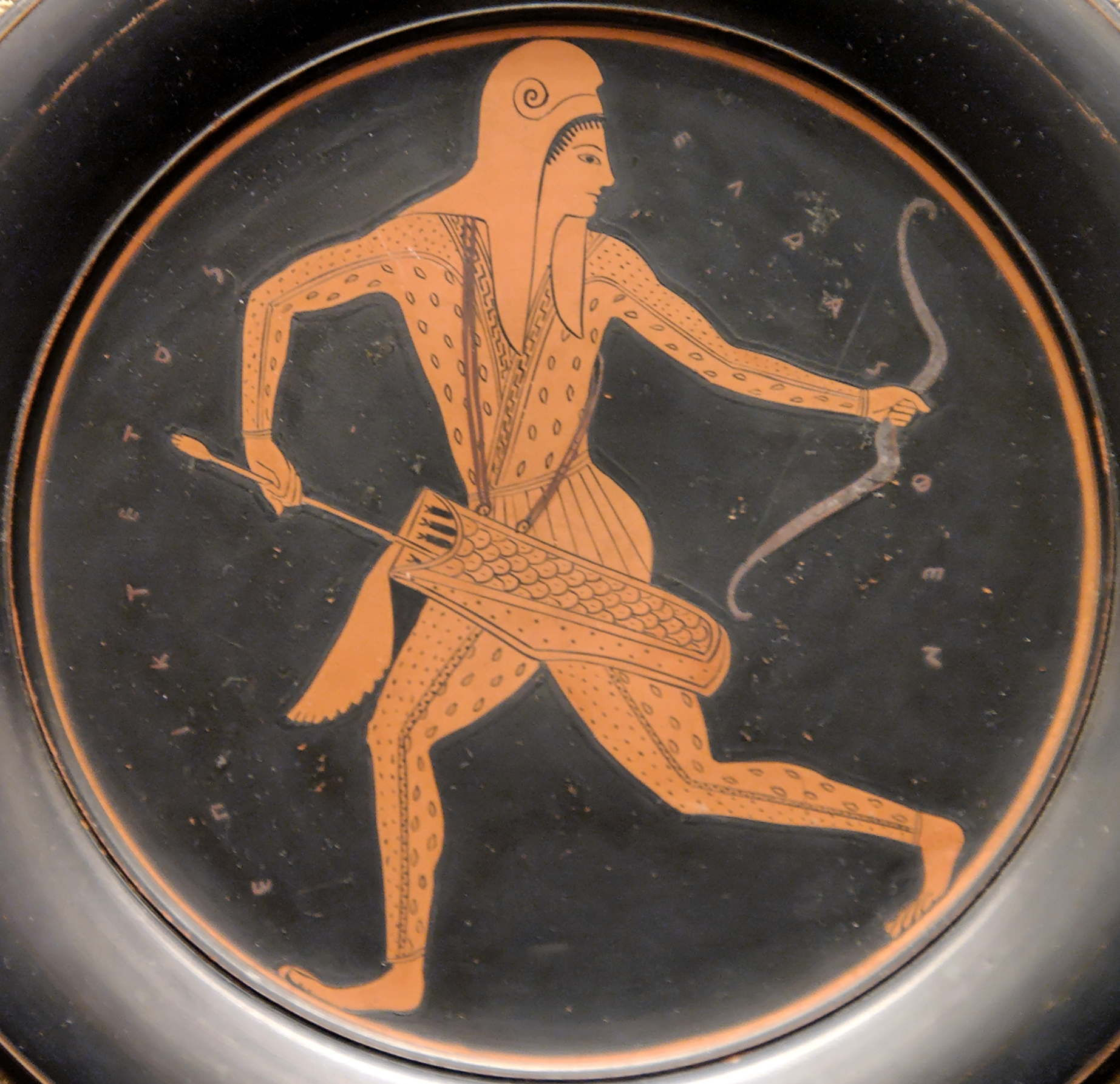
Skytisk bågskytt med ett gorytos (kombinerat bågskydd/pilkoger) och en sammansatt båge.

Förekomsten av pilbågar kan spåras tillbaka till senpaleolitisk tid genom avbildningar på klippmålningar som visar hur människor använder bågar vid jakt. Det är dock omtvistat hur länge människan nyttjat pilbågar. Påträffade pilspetsar från paleolitikum behöver nödvändigtvis inte vara ett bevis för ett bruk av pilbågar utan kan också lika gärna härröra från pilslungan.
De äldsta europeiska arkeologiska bågfynden är från mesolitisk tid. Bland annat finns bågfynd från Stellmoor i Nordtyskland och Holmegaard i Danmark. Många av dessa är tillverkade av alm, men några är gjorda i furu, idegran och ask. Ett svenskt mesolitiskt fynd är en pilbåge från Ageröds mosse,, ytterligare ett fynd av en mesolitisk pilbåge gjordes i Motala 2009.
Från neolitisk tid finns flera bågfynd, bland annat från Ashcott Heath och Meare Heath i Somerset, Storbritannien. Andra neolitiska bågar är kända från Danmark, Schweiz och Nederländerna. Den mest kända neolitiska bågen är från nordligaste Italien och påträffades tillsammans med Ötzi.
Från järnålder och vikingatid finns flera bågfynd från norra Europa med fyndplatser bland annat i Norge (Veiem, Torshov), Danmark (Thorsbjerg, Nydam, Kragehul), Sverige (Åsby, Bredmossen, Birka, Vibbymyren, Sigtuna), Finland (Paltamo, Kärsämäki), Irland (Ballinderry) och Ryssland (Staraja Ladoga). De flesta av dessa var tillverkade som långbågar i ett träslag, oftast idegran, men det förekom redan under järnåldern bågar inom den samiska kulturkretsen som var framställda av två ihoplimmade trästycken av olika egenskaper. Man använde då trä som var kompressionståligt till buken och virke med hög dragstyrka till ryggdelen. Från Norge finns ett bågfynd som är stålförstärkt. Några av de danska bågarna från Thorsbjerg och Nydam visar tecken på att ha varit lindade och förstärkta, kanske med senor. Bågfragmentet från Staraja Ladoga har varit efter en ryttarbåge av sammansatt typ. Liknande bågar har använts i Birka.
Den sammansatta bågen är en utveckling den förstärkta. Dess ursprung är oklart men den tycks ha varit känd i såväl Asien, Europa och Egypten under forntiden. Den finns avbildad i Skandinavien på hällristningar (i Fossum, Tanums socken) från bronsåldern.  Den sammansatta bågen var oftast ihopfogad av trä, senor och horn. Bågstavens buk (den sida som är vänd mot skytten) var klädd med hornlameller medan den på motsatta sidan (ryggen) var täckt med ett lager av senor. Den sammansatta bågen hade en böjning som gjorde att bågstavens strängfästen sköts fram. Oftast var den yttersta delen av bågstaven, örat (siyjah), oböjligt. Detaljer kring handtag och öron på bågen var ofta av ben. Sammantaget gjorde detta att den sammansatta bågen kunde lagra mer energi och därmed göras kortare och bli bättre lämpad för skytte till häst.
De antika civilisationerna förstod bågens förtjänster i krig och satte upp bågskytteförband som tränades i att skjuta pilregn i skurar mot en framryckande fiende. Egyptier, assyrier, perser, kineser, skyter, greker och romare hade alla i olika utsträckning bågskytteförband i sina arméer. Under den heroiska eran i Grekland betraktades emellertid användandet av pilbågen som ovärdigt en djärv kämpe - denne skulle istället möta sin motståndare i närkamp med spjut eller svärd. I Homeros klassiska Iliaden tydliggörs detta genom att Paris, som inte ägde hjältens egenskaper, försågs med pilbåge. I stora drag förhöll det sig också så att bågskyttarna i tidiga grekiska och romerska härar endast spelade en sekundär roll medan de hos bland andra perserna, partherna och efterkommande asiatiska ryttarfolk, utgjorde själva grundstommen i arméerna.
Bruket av pilbågen som krigsvapen fortsatte in i medeltiden. Mest känd är kanske pilbågens förödande inverkan i händerna på ryttarfolk som hunner, avarer, magyarer och mongoler - men även i Bysantinska riket, hos araber, seldjuker och osmaner utgjorde bågskyttet en högst väsentlig del av krigföringen. I det tidigfeodala Japan var för övrigt pilbågen samurajernas viktigaste vapen innan bruket av svärd anammades.
I det medeltida Europa kom bruket av pilbågen att utmanas av armborstet - en utmaning som fördes ut på slagfältet under Hundraårskriget. I England hade man efter erövringen av Wales adopterat långbågen medan man på kontinenten i stor utsträckning förlitade sig på bepansrat feodalt rytteri och värvade armborstskyttar. Långbågen var enkel och relativt billig att tillverka, även om man i stor utsträckning importerade bågmaterialet - idegran - från bland annat Spanien och Portugal. Bågskyttet uppmuntrades av örikets monarker som förstod vikten av att ha väl övade bågskyttar. Den längsta skottvidden för en långbåge var ungefär 250-300 meter men den effektiva skottvidden låg på mellan 100 och 150 meter. Långbågen var omkring 1,8 meter mellan strängfästena och hade en dragvikt på omkring 90 pund eller mer, ca 450 newton, vilket är betydligt mer än hos dagens pilbågar. Den stora dragstyrkan möjliggjorde tunga pilar som kunde få stor genomslagskraft. I slagen vid Crécy, Sluys, Poitiers och Azincourt visade sig långbågen vara ett synnerligen effektivt vapen i händerna på väldrillade bågskyttar. Dels så kunde de engelska långbågskyttarna avlossa 10-12 pilar i minuten medan fransmännens armborstskyttar högst mäktade 2 skott per minut (långbågskyttarna kunde avlossa sin tredje pilskur samtidigt som den första skuren träffade sina mål) - dels så var långbågen ett så pass kraftfullt vapen att pilarna hade tillräcklig genomslagskraft för att tränga igenom det fientliga rytteriets rustning.
Under senmedeltiden gjorde handeldvapnen entré på slagfälten och bruket av pilbågar avtog raskt även om just England bibehöll reguljära bågskytteavdelningar ända fram till tidiga 1600-talet. I svenska Norrland och Finland beskattades allmogen med bågaskatt även efter medeltidens slut. Den sista gången pilbågen används på det europeiska slagfältet är dock så sent som 1813 då ryska basjkirryttare avlossade pilskurar mot Napoleon I:s armé utanför Leipzig.

## Tillverkning
Bågvirke är träslag som på olika sätt används för tillverkning av pilbågar. Några exempel är: idegran, lemonwood (degame), osage, zebrano (zebrawood), hickory, ask, al, en, alm, bambu, björk och sälg. Till moderna laminerade bågar används även cocabolo, bocote, purpleheart, snakewood, wenge, ipe och många flera. En del träslag är bara lämpade som bågved i sammansatta bågar eftersom de antingen har god dragstyrka eller kompressionsstyrka, men inte bägge.
Idegran användes till den engelska långbågen, senare även lemonwood och osage. Till en flatbåge kan en stor mängd olika träslag användas.

## Samernas pilbågar
Samerna har använt sig av pilbågar och sägs ha varit skickliga bågskyttar.
| ”                  | Inga andra folk är så skickliga med bågskytte | „ |
| – Saxo Grammaticus |                                               |   |

Bågarna hade ett rykte om sig att vara mycket kraftfulla. Unga samepojkar fick öva sig varje dag i att skjuta prick på en liten näverbit, och de fick ingen mat förrän de träffat målet.
| ”                | skogs-lapparna skuta braf, men fjellappen eij så | „ |
| – Carl von Linné |                                                  |   |

Bågjakten bland samerna försvann någon gång under 1700-talet eller början av 1800-talet och därmed även kunskaperna om hur bågarna tillverkades. Pilbågarna var av finsk-ugrisk eller nordasiatisk typ och var tvåvedsbågar. Trästycken limmades samman med lim framställt ur abborrskinn. Det finns endast en komplett samisk båge bevarad.